# 金田侑生
金田 侑生（かねだ ゆうせい、1988年2月24日 - ）は、日本の俳優。劇団・HYP39Div.所属。大阪府出身。身長170cm。

## 出演

### 映画
- 希望の国（2012年10月20日、園子温監督）
- 蒼のざらざら（2013年、上村奈帆監督）[1]
- ラムネ☆スパークス（2014年、上村奈帆監督[2]
- 青春群青色の夏 - 主演・夏木真太郎役（2015年9月5日、田中佑和監督）[3][4][5][6][7][8]
- 川越街道（2016年11月26日、岡太地監督）[9]

### テレビ
- クローバー　第5話・6話（2012年5月11日・5月18日、テレビ東京）
- 予告編ビギンズ『すばらしい世界』（2013年1月2日、フジテレビ）

### 舞台
- オールナイトイッポン（2013年10月31日-、HYP39Div.公演）[10]
- BETTER（2014年2月21日-、新中野ワニズホール）[10]
- 恋の文化祭　〜恋せよ乙女、恋愛短編集〜（2014年9月11日-、Feblaboプロデュース公演）[11]
- MEIDO IN HEAVEN（2014年10月28日-、シザーブリッツ公演）[12][13]
- 地獄の同窓会（2015年2月17日-、謎のキューピー公演）[14]
- どんなことをしてほしいの、ぼくに（2014年7月16日-、HYP39Div.公演）[10]
- 真景累ケ淵殺人事件（2015年5月7日-、下町ダニーローズ公演）[15]
- 鏡の中の女（2015年8月18日-、謎のキューピー公演）
- 仮定教師（2015年9月22日-、HYP39Div.公演）[10]
- ゾウノハナスイッチ（2015年12月4日-、スイッチ総研公演）[16]
- ボーイズ オン ファイヤー（2016年4月13日-、HYP39Div.公演）[17]
- 至極滑稽亡者戯（2016年10月26日-、HYP39Div.公演）
- 無間地獄 〜幻の蜘蛛の糸〜（2016年12月21日-12月25日、劇団FULLMONTY公演）[18]
- ACTGAME第三回戦『PEEPER!』（2017年5月12日-5月18日、ACT公演）[19]
- ドブ恋8（2017年7月4日-7月23日、女々公演）[20]